# Ameringmassiv
Das Ameringmassiv (auch Ameringstock) ist ein Bergstock in der Steiermark und kleinenteils Kärnten (Österreich) und gehört zu den Lavanttaler Alpen beziehungsweise dem Steirischen Randgebirge. Höchster Gipfel ist der Ameringkogel (2187 m ü. A.).

## Lage und Landschaft
Das Ameringmassiv ist der Nordwestteil des Pack- und Stubalpe genannten mittleren Abschnitts der Lavanttaler Alpen. Es erstreckt sich südlich des Aichfelds im Murtal bei Weißkirchen in Steiermark und entlang Granitzenbach – Obdacher Sattel und oberstem Lavanttal, wo die Seetaler Alpen angrenzen. Im Osten bilden Feistritzbach – Kothbach und Hirschegger Sattel die Grenze zur Stubalpe. Im Süden bildet die Linie Roßbach – Sattelbach – Peterer Sattel – Teigisch die Grenze zum Südteil der Packalpe, der auch Hirschegger Alpe genannt wird. Dabei bildet der Stock den Kernbereich der Gruppe Pack-/Stubalpe und wird auch als Packalpe im engeren Sinne gesehen, der Name Ameringmassiv findet sich in geologischer Literatur.
Sonst wurde er auch als Westteil der Stubalpe gesehen.
Der Hauptgrat des Massivs umfasst:
- Größenberg (Größing, 2152 m ü. A.)
- Ameringkogel (2187 m ü. A.)
- Weißenstein (2160 m ü. A.)
- Hofalmkogel (2040 m ü. A.)
- Speikkogel (1993 m ü. A.)[3]

Vorgelagert sind: 
- Putzriegel (1641 m ü. A.) nordöstlich
- Pichlmoarkogel (1659 m ü. A.) und Sommerkogel (1396 m ü. A.) nordwestlich
- Hundsegg (1083 m ü. A.) westlich bei Kathal
- Weißensteineben (1542 m ü. A.) und Gorieck (1164 m ü. A.) als Westgrat zum Obdacher Sattel

Dabei liegt nur die Südabdachung des letzteren in Kärnten. Die nördlichen und westlichen Vorberge sind bis auf etwa 1300 Meter zerstreut besiedelt, mit St. Georgen in Obdachegg und Schwarzenbach am Größing finden sich zwei größere Orte.